# Kvanggjo állomás
Kvanggjo (Gwanggyo) állomás a szöuli metró Sinbundang vonalának állomása; Szuvon (Suwon) városában, Kjonggi (Gyeonggi) tartományban található. A vonal egyetlen föld feletti állomása, és egyben vonal garázsa is itt található.

## Viszonylatok
| Sinbundang vonal                                            | Sinbundang vonal | Sinbundang vonal |
| ----------------------------------------------------------- | ---------------- | ---------------- |
| Kvanggjo Csungang (Gwanggyo Jungang) Kangnam (Gangnam) felé | Sinbundang vonal | végállomás       |